# Дейзі Гед
Дейзі Мей Гед (7 березня 1991 , Лондон ) — англійська акторка, що зіграла Грейс в американському драматичному серіалі «Провина», Емі Стівенсон у драмі BBC One «Синдикат», Кейт Боттомлі в третьому сезоні серіалу Hulu «Повії» та Геню Сафіну в шоу Netflix «Тінь та кістка».

## Ранній життєпис
Дейзі Гед народилася 1991 року в Фулемі, Лондон у родині актора Ентоні Геда. У неї є старша сестра акторка Емілі Гед. Дейзі відвідувала школу Кінгсвуд у Баті та навчалася в Школі танцю Дороті Коулборн.

## Кар'єра
Першою роллю Дейзі Гед стала її роль разом із батьком у серіалі «Роуз і Мелоні». Згодом вона з'явилася в ряді телевізійних програм, зокрема «Випробування та відплата», «Док Мартін» та «Голбі Сіті».
У 2010 році дебютувала в кіно, зігравши Хлою Чемберс у фільмі «Останні сім» разом із Денні Даєром, а пізніше того ж року вона зіграла Дейзі в музичному фільмі CBBC «Правила кохання» разом із майбутнім фронтменом Rixton Джейком Рошем.
У 2016 році Дейзі Гед зіграла роль Арріан Альтер у британсько-австралійсько-американському романтичному фентезі-фільмі Занепалий, а також у новому фільмі Underworld Інший світ: Кровна помста у ролі Алексії.
У листопаді 2015 року було оголошено, що Гед зіграє головну роль Грейс у драматичному серіалі Фріформа «Провина» про американського студента в Лондоні, чию сусідку по кімнаті вбили. Серіал завершився після 10 серій.
У 2017 році Гед знялася в шекспірівському фільмі «Кошмар середини літа» разом з Кейсі Дейдріком.
У 2018 році Дейзі Гед зіграла роль другого плану в драмі Кей Меллор телемережі ITV «Подруги», яка вийшла в ефір у січні 2018 року. У травні 2017 року було оголошено, що вона зіграє разом з Дейзі Рідлі у фільмі 2018 року «Офелія».
Гед приєднався до акторського складу серіалу «Повії» в ролі Кейт Боттомлі в третьому сезоні серіалу Hulu в 2019 році. У жовтні 2019 року було оголошено, що Гед зіграє Геню Сафіну в серіалі Netflix «Тінь та кістка» 2021 року, адаптації серії фентезійних книг «Тінь та кістка» і «Шістка воронів» Лі Бардуго.

## Фільмографія

### Фільм
| рік      | Назва                               | Роль                     | Примітки         |
| -------- | ----------------------------------- | ------------------------ | ---------------- |
| 2010 рік | Останні сім                         | Хлоя Чемберс             |                  |
| 2014 рік | Серце легкості                      | Bolette                  |                  |
| 2016 рік | Впав                                | Арріан Альтер            |                  |
| 2016 рік | Інший світ: Кровна помста           | Алексія                  |                  |
| 2018 рік | Офелія                              | Крістіана                |                  |
| 2019 рік | Дев'ятий                            | Олівія Рід               |                  |
| 2019 рік | Вихід Єва                           | Клер                     | короткометражний |
| 2021 рік | Поворот не туди: Спадщина           | Едіт                     |                  |
| 2023 рік | Підземелля і дракони: Честь злодіїв | Софіна Червона Чарівниця |                  |

### Телебачення
| рік       | Назва                    | Роль            | Примітки                              |
| --------- | ------------------------ | --------------- | ------------------------------------- |
| 2004 рік  | Хлопчик-перо             | Кейт Барбер     | Головна роль                          |
| 2005 рік  | Роуз і Мелоні            | Даніелла Террі  | Епізод: «Енні Джонсон»                |
| 2005 рік  | Випробування та відплата | Наомі Франке    | Епізод: «Коханці: Частина 1»          |
| 2005 рік  | Планета Патріка          | Христина        | Головна роль                          |
| 2007 рік  | Док Мартін               | Менді Джордан   | Епізод: «Рух»                         |
| 2010 рік  | Холбі Сіті               | Мірі Геллерт    | 2 епізоди                             |
| 2010 рік  | Правила кохання          | Дейзі           | Телевізійний фільм                    |
| 2011 рік  | Лікарі                   | Вікторія Лістон | Епізод: «Карантин»                    |
| 2012 рік  | Індевор                  | Дженні Крісп    | Епізод: Пілот                         |
| 2012 рік  | Проксі                   | Сара            | Повторювана роль, 8 епізодів          |
| 2013 рік  | Коли кличе серце         | Джулі Тетчер    | Телевізійний фільм; Daisey Head       |
| 2015 рік  | Підозрювані              | Емілі Перкінс   | Епізод: «Зв'язки»                     |
| 2015 рік  | Синдикат                 | Емі Стівенсон   | Головна роль (3-тя серія)             |
| 2016 рік  | почуття провини          | Грейс Етвуд     | Головна роль                          |
| 2017 рік  | Кошмар середини літа     | Олена           | Телевізійний пілот (ефір на Lifetime) |
| 2018 рік  | подруги                  | рубін           | Головна роль                          |
| 2019 рік  | повії                    | Кейт Боттомлі   | Головна роль (3-й сезон)              |
| 2021-2023 | Тінь та кістка           | Геня Сафін      | Повторювана роль                      |
| 2022 рік  | Пісочний чоловік         | Джуді Телбот    | Епізод: «24/7»                        |